# John Penn (politik)
John Penn (17. května 1741 Caroline County, Virginie – 14. září 1788 Stovall, Severní Karolína) byl americký politik, právník a signatář Deklarace nezávislosti Spojených států a Článků Konfederace jako delegát Severní Karolíny.

## Životopis
John Penn se narodil poblíž Port Royal v Caroline County ve Virginii, jako jediné dítě Mosese Penna a Catherine [Taylor] Penn. Do obecné školy chodil jen dva roky, protože jeho otec nepovažoval vzdělání za důležité. V osmnácti letech, po smrti jeho otce, Penn soukromě studoval právo u svého strýce Edmunda Pendletona. V roce 1762 se stal právníkem ve Virginii. V roce 1774 se Penn přestěhoval do Stovallu v Severní Karolíně, kde provozoval svou právnickou praxi až do své smrti v roce 1788. Dne 28. července 1763 se Penn oženil se Susannah Lyne. Pár měl tři děti. Jejich dcera Lucy se provdala za politického vůdce a senátora Virginie Johna Taylora.

## Politická kariéra
Penn byl zvolen do 3. a 4. provinčního kongresu v Severní Karolíně za okres Granville a tímto orgánem byl poté vyslán jako delegát druhého kontinentálního kongresu v roce 1775. Pracoval zde do roku 1780. Deklaraci nezávislosti podepsal v roce 1776 spolu s dalšími delegáty ze Severní Karolíny: Josephem Hewesem a Williamem Hooperem. V roce 1777 byl Penn jedním ze signatářů Článků Konfederace. Penn také pracoval ve výboru válečné rady (The Board of War), a to až do roku 1780, kdy odešel do důchodu, aby se znovu věnoval právnické praxi. V roce 1784 sloužil v Severní Karolíně jako výběrčí daní. Po smrti v roce 1788 byl pohřben na svém panství poblíž Stovallu v Granville County. V roce 1894 byly jeho ostatky přeneseny do Guilford Courthouse National Military Park v Greensboro. Místo je upomínkou na bitvu u Guilfordu z 15. března 1781, která byla jednou z prvních bitev závěrečné kampaně americké revoluční války vedoucí k britské kapitulaci v Yorktownu. Zde byly znovu uloženy jeho ostatky spolu s ostatky Williama Hoopera, jeho kongresového kolegy. Pozůstatky jeho domovského místa v oblasti Stovall s jeho původním hrobem a nedalekým hřbitovem otroků jsou udržovány místní spolkem Dcery Americké revoluce (Daughters of the American Revolution – DAR).

## Odkaz
Na jeho počest byla pojmenována námořní loď USS John Penn.
U dálnice ve Stovallu v Severní Karolíně byl 10. ledna 1936 postaven pro Johna Penna panel cti, byl to první panel cti postavený státem Severní Karolína.

## Poznámka
1. ↑  Edmund Pendleton (9. září 1721 - 23. října 1803) byl zakladatel Virginie, politik, právník a soudce. Působil v legislativě ve Virginii před americkou revoluční válkou a během ní a stal se jejím mluvčím. Zúčastnil se prvního kontinentálního kongresu jako jeden z Virginských delegátů spolu s Georgem Washingtonem a Patrickem Henrym a vedl zasedání na kterých Virginie vyhlásila nezávislost (1776) a přijala ústavu USA (1788). V tomto článku byl použit překlad textu z článku Edmund Pendleton na anglické Wikipedii.